# Phrudocentra discata
Phrudocentra discata är en fjärilsart som beskrevs av W. Warren 1909. Phrudocentra discata ingår i släktet Phrudocentra och familjen mätare. Inga underarter finns listade i Catalogue of Life.